# Guru Dutt
Pour les articles homonymes, voir Dutt.
Guru Dutt (en hindi : गुरु दत्त) est un réalisateur, producteur et acteur indien, né le 9 juillet 1925 à Bangalore, et mort le 10 octobre 1964 à Bombay. Il est considéré comme l'un des plus grands cinéastes indiens des années 1950, malgré sa courte carrière (neuf films en dix ans). Son œuvre se caractérise par son lyrisme, et ses innovations techniques.
Guru Dutt Shivsankar Padukone est né à Bangalore, de Shivsankar Rao Padukone, instituteur, et de Vasanthi Padukone, mère au foyer âgée de seulement 16 ans à l'époque, mais qui deviendra elle-même institutrice et traductrice. La famille modeste déménage à Bhawanipore près de Calcutta, où Guru Dutt poursuit ses études. 

En 1941, à 16 ans, il rejoint le centre de formation d'Uday Shankar (frère aîné de Ravi Shankar) pour se consacrer pendant cinq ans à l'apprentissage de la danse, de la musique et du théâtre. Il n'ira pas jusqu'au bout, puisqu'en 1944, le centre est fermé à l'approche de la Seconde Guerre mondiale.
Son oncle lui procure alors un contrat de trois ans avec les studios Prabhat à Poona.

## Débuts au cinéma
Pendant ces trois ans, il va exercer tous les métiers du cinéma : acteur, assistant-réalisateur, et chorégraphe. Il y fait également la rencontre de l'acteur Dev Anand avec lequel il signe un pacte d'amitié : le premier qui réussira dans le métier entraînera l'autre avec lui. Si Dev Anand produit un film, Guru Dutt le réalisera, si Guru Dutt réalise un film, Dev Anand en sera l'acteur principal. Et cette promesse s'accompagne d'un rapide premier succès : le film Hum ek Hain (1946), chorégraphié par Guru Dutt, qui lance la carrière de Dev Anand.
En 1947, à la fin de son contrat, Dutt déménage à Bombay, où il est assistant-réalisateur d'Amiya Chakravarty, ou encore de Gyan Mukherjee. 

## Premier film
Dev Anand, devenu un acteur célèbre, tient sa promesse. Il vient de créer sa société de production : Navketan Films. Le premier film produit a été un flop, il propose à Guru Dutt de réaliser le second. 
Baazi sort en 1951. 
C'est un film noir influencé par Hollywood, interprété par Dev Anand, Geeta Bali et Kalpana Kartik, qui lancera une mode durable de films policiers indiens dans les années 1950. 
Le film innove sur plusieurs aspects, qui seront les premières contributions de Guru Dutt à l'histoire du cinéma indien :

- les gros plans avec une focale de 100 mm (ils sont au nombre de 14 dans le film), qui resteront dans le vocabulaire du cinéma indien sous le nom de "plan Guru Dutt"

- l'usage des chansons pour faire progresser l'action, et pas seulement comme un numéro distrayant

La bande son du film est également un succès; les chansons sont en grande partie interprétées par la chanteuse de playback Geeta Roy, qui devient la femme de Guru Dutt le 26 mai 1953. Elle continuera sa carrière sous le nom de Geeta Dutt.

## Les chefs-d'œuvre
Il réalise les années suivantes Jaal (1952) et Baaz (1953), film dont il est pour la première fois l'acteur principal en même temps que le réalisateur. C'est Aar Paar, en 1954, qui va le consacrer parmi les réalisateurs qui comptent. Il s'agit à nouveau d'un film policier, tourné en extérieurs à Bombay, qui révèle également son sens de l'humour. Ces premières expériences lui ont également permis de s'entourer de collaborateurs de talent à qui il restera fidèle, tels que l'acteur Johnny Walker ou le compositeur S. D. Burman.

Suivront ensuite les films qui restent aujourd'hui considérés comme ses chefs-d'œuvre : Mr. & Mrs. 55 en 1955, une brillante comédie de séduction, Pyaasa (L'Assoiffé) en 1957, d'une facture très lyrique, l'histoire d'un poète maudit qui malgré l'aide d'une prostituée au grand cœur ne rencontre la consécration qu'après sa mort. Au même moment sa vie privée devient chaotique puisqu'il entretient une liaison extra-conjugale avec l'actrice principale de Pyaasa, Waheeda Rehman. 

En 1959, il tourne Kaagaz Ke Phool (Fleurs de papier), premier film indien en cinémascope. C'est un film ambitieux et mélancolique, qui évoque la fin de l'âge d'or du cinéma indien, un film-miroir sur la chute d'un réalisateur à succès qui perd tout, en tombant amoureux de son actrice principale. Le film sera un échec commercial qui l'affectera profondément, et marquera la fin de sa carrière en tant que réalisateur.

## La fin
Dans les années qui suivent, il continue à travailler comme acteur et producteur au sein de la société qu'il a créée, Guru Dutt films, mais il ne signera plus de film, persuadé que son nom porte malheur au box office. Le 10 octobre 1964, il est retrouvé mort dans son lit, à 39 ans, d'un mélange d'alcool et de tranquillisants. Il n'a jamais été éclairci s'il s'agissait d'un suicide ou d'une simple overdose.

## Filmographie
- Si vous ne connaissez pas le sujet, laissez ce bandeau (vous pouvez alors contacter les auteurs).
- Si vous supprimez le contenu mis en cause (vous pouvez préalablement contacter les auteurs),

argumentez précisément cette suppression dans la page de discussion
(un manque de référence n'est pas un argument ; une recherche réelle de référence doit avoir été effectuée, être formellement documentée).
Films et vie privée ou l'œuvre inachevée
Pour comprendre un peu mieux l'artiste maudit, toujours, Guru Dutt révélé en France par son premier succès avec vingt ans de retard L'Assoiffé (Pyaasa) – entièrement retourné car à la première projection de travail l'un des techniciens présents s'était déclaré peu convaincu –, sa biographie reste essentielle car il n'y aura jamais eu, dans son cinéma, de séparation entre la vie quotidienne et la création – son œuvre cinématographique –, plutôt une immense confusion.
Le sujet des films de Guru Dutt [surtout ceux produits, écrits, réalisés, interprétés par lui dont ceux sans signature, les inégalables Le Maître, la Maîtresse et l'Esclave (Sahib biwi Aur Ghulam) et Fleurs de papier (Kaagaz Ke Phool) est celui de l'artiste malheureux, incompris ou vieilli, partagé entre deux femmes. C'est en grande partie l'histoire de sa vie : bien qu'amoureux fou de l'actrice Waheeda Rehman (sa découverte de Pyaasa), il ne cessa de vivre avec son épouse Geeta Roy qui finit par le quitter pour ne le voir que rarement pour les enfants. Geeta chanteuse de play-back des plus grandes actrices indiennes qui doublait elle-même la voix de Waheeda Rehman, une fois séparée, ne voulut pourtant jamais se séparer de son nom de Geeta Dutt.
Les films parlent de ce sentiment amoureux partagé, des silences, des absences, des attentes, des séparations, de son voile d'illusions, de son caractère exclusif, dépressif, passionné, presque masochiste mêlé à ses propres héros de fiction. Il n'y avait pas de différence entre ses personnages à l'écran (mis en scène par le cinéaste lui-même) et l'homme exprimant simultanément son amour aux deux femmes de sa vie, vivant tantôt avec l'une, tantôt avec l'autre jusqu'à l'impasse du suicide, à l'âge de 39 ans, face à une situation qu'il ne pouvait sans doute pas résoudre.
Guru Dutt (ancien danseur) a la particularité filmique d'être un maître encore inégalé dans la réalisation des chansons qui ont fait sa popularité publique et critique et aujourd'hui célébrée si finement par des réalisateurs de talent dont Farah Khan et Sanjay Leela Bhansali. L'exemple de mise en scène le plus brillant de Dutt est qu'il n'utilisait jamais d'ouverture orchestrale dans ses chansons pour que le dialogue de la scène s'enchaîne immédiatement avec les paroles de la chanson, afin de créer un seul mouvement émotionnel dont l'écho résonne encore dans les esprits. Dans tous ses films y compris ceux non signés ou laissés inachevés, le cinéaste a conçu sinon tourné, la moindre partie musicale avec un seul souci: faire adhérer instantanément le spectateur à l'émotion palpable des premières notes de musique, d'une première écoute.

### Réalisateur
- 1951 : Baazi, avec Dev Anand, Geeta Bali et Kalpana Kartik
- 1952 : Jaal, avec Dev Anand, Geeta Bali et Johnny Walker
- 1953 : Baaz, avec Guru Dutt, Geeta Bali et Johnny Walker
- 1954 : Aar Paar, avec Guru Dutt, Shyama, Jagdish Sethi et Johnny Walker
- 1955 : Mr. & Mrs. 55, avec Madhubala, Guru Dutt, Lalita Pawar et Johnny Walker
- 1956 : Sailaab, avec Ram Singh, Geeta Bali et Smriti Biswas
- 1957 : Assoiffé (प्यासा, Pyaasa), avec Guru Dutt, Mala Sinha et Waheeda Rehman
- 1959 : Fleurs de papier (कागज़ के फूल, Kaagaz Ke Phool), avec Waheeda Rehman, Guru Dutt et Johnny Walker

### Acteur
- 1946 : Hum Ek Hain, de P.L. Santoshi
- 1953 : Baaz
- 1954 : Aar Paar
- 1954 : Suhagan, d'Anant Mane
- 1955 : Mr. & Mrs. 55
- 1957 : Pyaasa (L'Assoiffé)
- 1958 : 12 O'Clock, de Pramod Chakravorty
- 1959 : Kaagaz Ke Phool (Fleurs de papier)
- 1960 : Chaudhvin Ka Chand, de M. Sadiq
- 1962 : Sautela Bhai, de Mahesh Kaul
- 1962 : Sahib Bibi Aur Ghulam, d'Abrar Alvi
- 1963 : Bharosa, de K. Shankar
- 1963 : Bahurani, de T. Prakash Rao
- 1964 : Suhagan, de K.S. Gopalakrishnan
- 1964 : Sanjh Aur Savera, de Hrishikesh Mukherjee
- 1964 : Picnic

### Producteur
- 1956 : C.I.D. de Raj Khosla
- 1960 : Chaudhvin Ka Chand
- 1962 : Sahib Bibi Aur Ghulam

## Reconnaissance internationale
Pyaasa a été classé parmi les 100 meilleurs films de tous les temps par le magazine américain Time en mai 2005.Voir la liste complète